# Meer van Gruyère
Het Meer van Gruyère (Frans: Lac de la Gruyère; Duits: Greyerzersee) is een stuwmeer in het kanton Fribourg in Zwitserland. Het ontwerp van de dam was van ir. Henri Gicot uit Fribourg. Het meer is 13,5 km lang en daarmee het langste kunstmatige meer van Zwitserland.

## Geschiedenis
Met de bouw van de stuwdam werd in 1944 begonnen. Na de oorlog werd er door 1.000 arbeiders aan gewerkt totdat in 1948 de dam klaar was. Op 8 juli 1948 werd de huidige naam vastgesteld. Vanaf dat moment duurde het vier maanden totdat het meer was volgelopen.

## Galerij

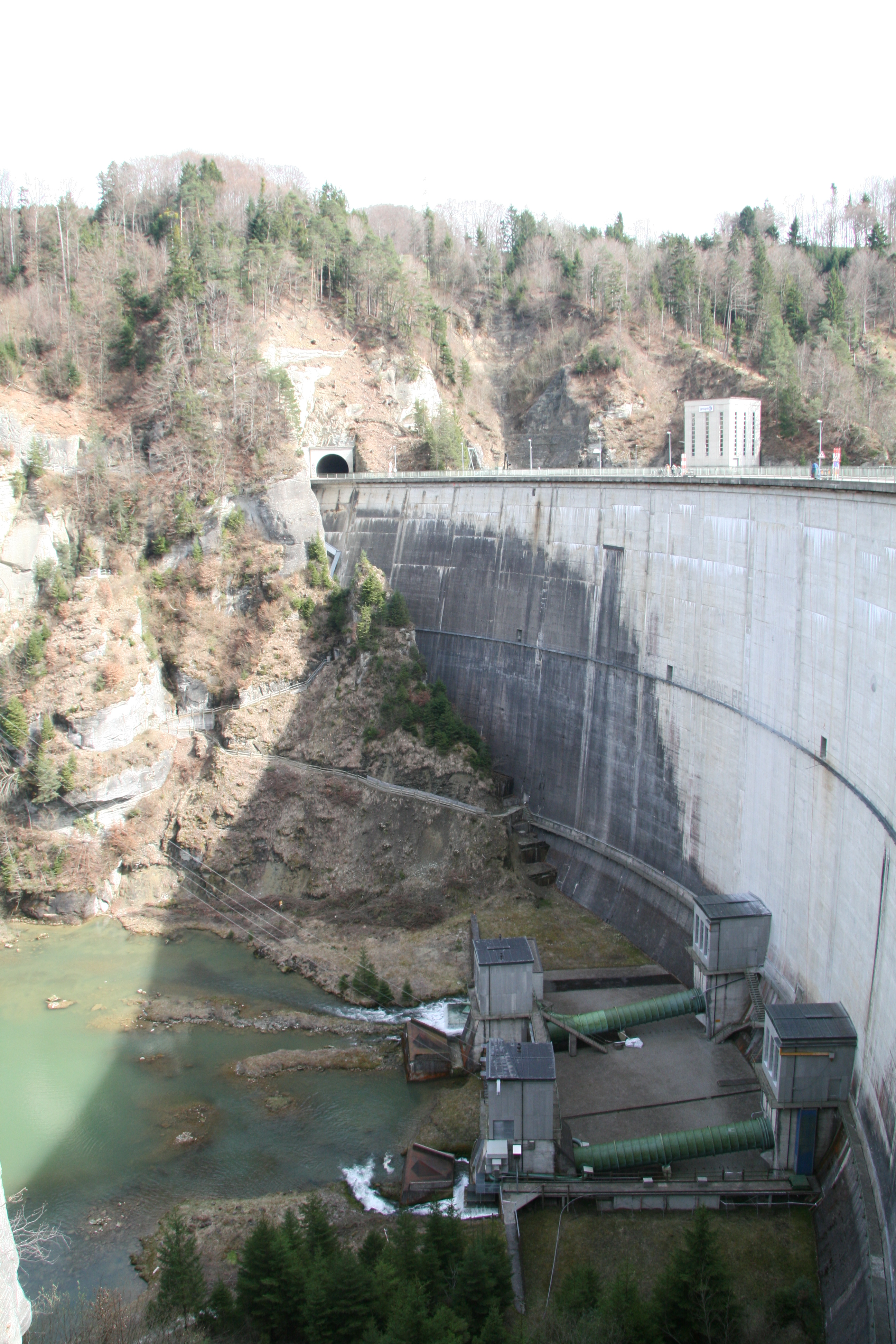
Stuwdam